# Coonamble
Coonamble ist der Hauptort des Coonamble Shire in New South Wales in Australien. Die landwirtschaftlich geprägte Kleinstadt liegt nordwestlich von Gilgandra am Castlereagh Highway. Neben einem Heimatmuseum gibt es einen 50 m großen Teich.

## Wirtschaft
Der Ort ist durch die Landwirtschaft (Weizenanbau und Schafzucht) geprägt. Außerdem wird jährlich ein Rodeo mit 4.000 Besuchern veranstaltet.